# Facultad de Relaciones Laborales y Recursos Humanos (Universidad de Granada)
La Facultad de Relaciones Laborales y Recursos Humanos (antes llamada «Facultad de Ciencias del Trabajo») es un centro docente universitario perteneciente a la Universidad de Granada, dedicado a la docencia e investigación de los estudios relacionados con las ciencias del trabajo.
Se encuentra situada en el Campus Centro de la Universidad de Granada, más concretamente en la Calle Rector López Argüeta, lugar céntrico de la ciudad. Anteriormente el actual edificio alojó un colegio mayor y posteriormente se utilizó para sus fines actuales, compartiéndolo con la Facultad de Trabajo Social.

## Docencia
Actualmente en la Facultad de Relaciones Laborales y Recursos Humanos se imparten los siguientes estudios universitario oficiales:
- Grado en Relaciones Laborales y Recursos Humanos
- Máster Universitario en Prevención de Riesgos Laborales.
- Máster Interuniversitario Oficial en Políticas Territoriales de Empleo.
- Máster Universitario en Asesoría Laboral, Fiscal y Jurídica de la Empresa.

Y los títulos propios de la Universidad de Granada:
- Máster Propio en Derecho de Extranjería
- Máster Propio en Mediación

## Instalaciones y servicios

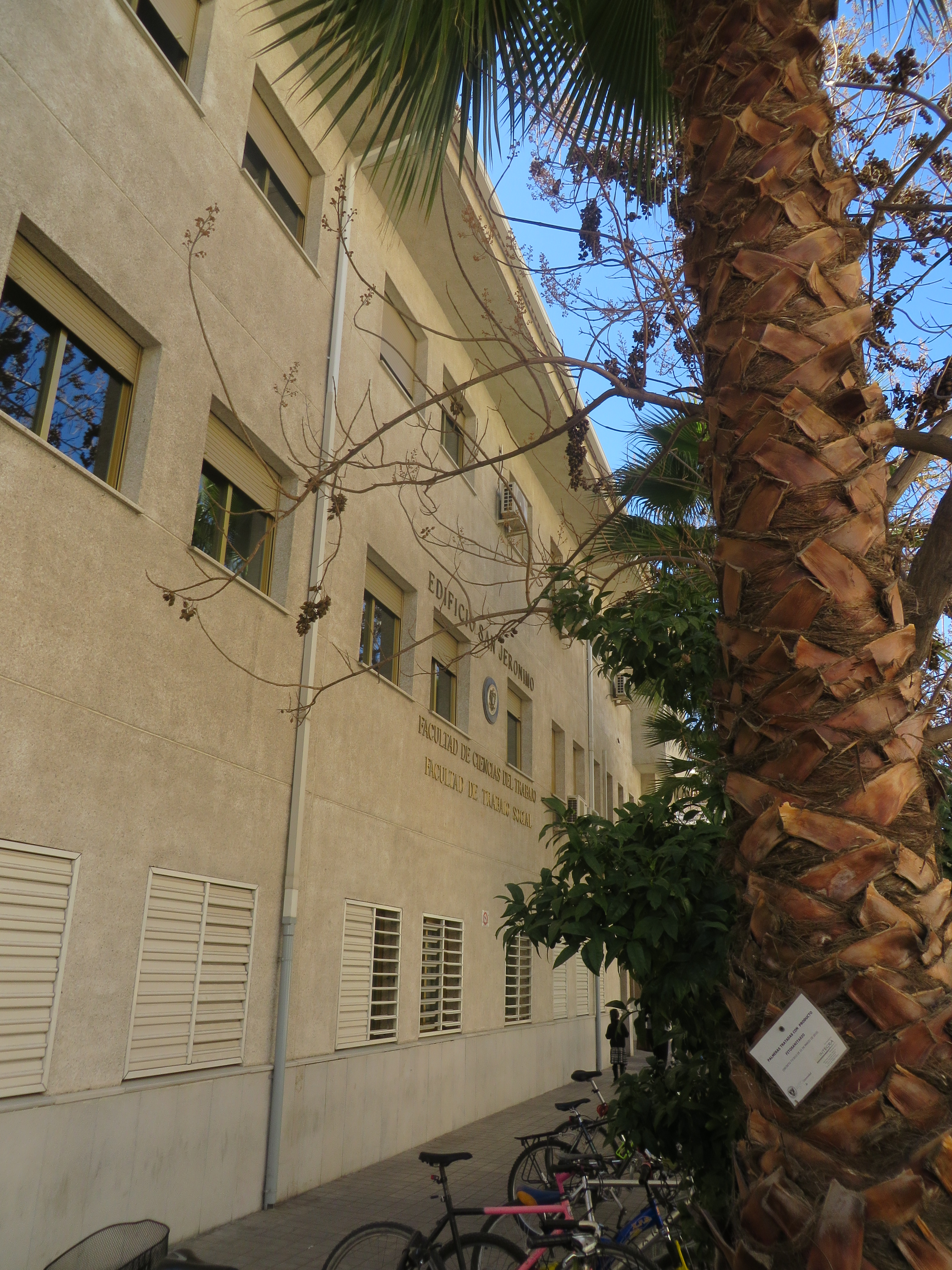
Fachada de la Facultad de Relaciones Laborales y Recursos Humanos de la U. Granada

El edificio principal de la Facultad de Relaciones Laborales y Recursos Humanos, el Antiguo Colegio de San Jerónimo, en la Calle Rector López Argüeta, actúa como sede principal del centro, teniendo dos accesos en dicha calle. En este edificio se recogen todos los servicios administrativos y directivos (Decanato), así como los servicios generales.
La Facultad cuenta con Secretaría, Servicio de fotocopiadora, Biblioteca y sala de lectura, cafetería, asociaciones de alumnos, servicios de relaciones internacionales, aula de informática, algunos despachos departamentales y 13 aulas docentes. Así mismo, cuenta con varias salas de propósito general entre las que son destacables:
- El Salón de Actos «Profesor Delgado Padial», se encuentra en la planta Baja del edificio y es un gran salón donde se celebran conferencias, reuniones y presentaciones. La situación céntrica de la facultad unido a que cuenta con todos los adelantos técnicos hacen un lugar perfecto para la organización de eventos de todo tipo. El Salón de Actos lleva el nombre del Profesor «Delgado Padial», quien fuera Decano de este Centro durante más de ocho años, y bajo cuyo mandato se acometiera dicha infraestructura, tiene una capacidad para 150 personas, con un espacio reservado para otras con movilidad reducida.

- La Sala de Reuniones está situada en la planta baja del edificio, dotada de una pizarra y retroproyector con tecnología DLP, y con conexión Wifi. Este espacio tiene una capacidad para 25 personas, resulta ideal para concertar reuniones o seminarios.

- El Salón de Grados, situado en la planta baja del edificio, es un aula polivalente dotada de adelantos técnicos, al igual que el Salón de Actos, pero con un tamaño más reducido, ya que solo tiene capacidad para unas 34 personas. Este recinto se suele utilizar para impartir los distintos másteres que se dan en la facultad, así como reuniones o defensas de TFG o Tesis doctorales.

La Facultad también hace uso del Aulario de Derecho, que es un edificio de soporte situado a escasa distancia de la sede principal, junto al Campus de Fuentenueva y que pertenece a la Facultad de Derecho. Cuenta con 2 plantas y un semisótano. En él se encuentran 26 aulas docentes, una Sala de Profesores, servicio adicional de fotocopiadora y un aula de informática adicional. La facultad solo hace uso de una mínima parte de este edificio.

## Asociaciones de alumnos
La facultad cuenta con la Delegación de alumnos que es el máximo organismo de participación estudiantil del centro y está compuesto por:
- Representantes de Alumnos/as en Junta de Facultad.
- Representantes en Claustro Universitario.
- Presidente Delegado de Estudiantes, Subdelegado, Tesorero y los Coordinadores de Área.

Además cuenta con una asociación de antiguos alumnos de la facultad (aaacitrab)

## Departamentos docentes
La Facultad de Relaciones Laborales y Recursos Humanos no tiene departamentos propios, aunque en ella imparten docencia departamentos de otras facultades como son la Facultad de CC. Políticas y Sociología, la Facultad de Ciencias, la Facultad de Psicología, la Facultad de Derecho o la Facultad de CC. Económicas y Empresariales. Concretamente, imparten docencia los siguientes departamentos:
- Departamento de Ciencias Políticas y de la Administración
- Departamento de Derecho Administrativo
- Departamento de Derecho Civil
- Departamento de Derecho Constitucional
- Departamento de Derecho del Trabajo y de la Seguridad Social
- Departamento de Derecho Financiero y Tributario
- Departamento de Derecho Internacional Privado e Historia del Derecho
- Departamento de Derecho Internacional Público y Relaciones Internacionales
- Departamento de Derecho Mercantil y Romano
- Departamento de Derecho Penal
- Departamento de Derecho Procesal y Eclesiástico del Estado
- Departamento de Economía Aplicada
- Departamento de Economía Financiera y Contabilidad
- Departamento de Economía Internacional y de España
- Departamento de Estadística e Investigación Operativa
- Departamento de Métodos Cuantitativos para la Economía y la Empresa
- Departamento de Organización de Empresas
- Departamento de Psicología Social
- Departamento de Sociología
- Departamento de Teoría e Historia Económica